# أمير محمد (مخرج)
أمير محمد (بالملايوية: Amir Muhammad)‏ هو منتج أفلام ومخرج ماليزي، ولد في 5 ديسمبر 1972 في كوالالمبور في ماليزيا.

## وصلات خارجية
- أمير محمد على موقع IMDb (الإنجليزية)
- أمير محمد على موقع ألو سيني (الفرنسية)
- أمير محمد على موقع أول موفي (الإنجليزية)
- أمير محمد على موقع قاعدة بيانات الفيلم (الإنجليزية)
- أمير محمد على موقع كينوبويسك (الروسية)